# Reinard Wilson
James Reinard Wilson (Gainesville, 17 dicembre 1973) è un ex giocatore di football americano statunitense che ha militato nel ruolo di linebacker nella National Football League.

## Biografia
Dopo avere giocato al college a football a Florida State dove vinse un campionato NCAA e fu premiato come All-American, Wilson fu scelto come 14º assoluto nel Draft NFL 1997 dai Cincinnati Bengals. Vi giocò per sei stagioni, con un massimo di 9 sack nel 2001. Disputò l'ultima stagione della carriera coi Tampa Bay Buccaneers nel 2003 senza mai scendere in campo.

## Palmarès
- Campione NCAA: 1

Florida State Seminoles: 1993
- All-American - 1996

## Statistiche
| Partite    | 93   |
| Tackle     | 173  |
| Sack       | 24,0 |
| Intercetti | 0    |